# Cheswold
Cheswold é uma vila localizada no estado americano de Delaware, no condado de Kent.

## Geografia
De acordo com o United States Census Bureau, a vila tem uma área de 3,3 km², onde todos os 3,3 km² estão cobertos por terra.

### Localidades na vizinhança
O diagrama seguinte representa as localidades num raio de 16 km ao redor de Cheswold. 

## Demografia
Segundo o censo nacional de 2010, a sua população é de 1 380 habitantes e sua densidade populacional é de 413 hab/km². Possui 521 residências, que resulta em uma densidade de 155,9 residências/km².